# Яни, Анатолий Иванович
Яни Анатолий Иванович (10 апреля 1941, Одесса - 10 марта 2021, Одесса) — украинский поэт, поэт-переводчик, фельетонист, прозаик, литератор.

## Биография
Родился 10 апреля 1941 года в городе Одесса, СССР. Окончил филологический факультет Одесского госуниверситета имени И. И. Мечникова.
Перевёл с испанского на русский поэзию Федерико Гарсиа Лорки, Пабло Неруды, Томаса де Ириарте, Федерико Баррето, с английского: сонеты Уильяма Шекспира, стихи Роберта Бёрнса, Эдварда Лира, Джона Хэя.
Автор иронических и юмористических стихов и палиндромов, эпиграмм.
Публиковался в разных периодических изданиях: журналы «Огонёк», «Крокодил», «В мире книг», «Современное право», «Всесвіт», «Горизонт», «Літературна Одеса», «Дон», «Колесо смеха», «Фонтан», «Семейный консультант» (Нью-Йорк), альманах «Сталкер» (Лос-Анджелес), «Литературная газета», «Вопросы литературы», «Меценат и мир», «Дети Ра», «Неделя», «Московский комсомолец Заполярья».
Член Южнорусского союза писателей, член Международной ассоциации писателей и публицистов.

## Книги
- «И образ твой переживёт века!», — переводы с английского 154 сонетов Шекспира (Одесса, «Астропринт», 2006)[13];
- «Карманы в черепе», — поэтические пародии и эпиграммы (Одесса, «Друк» 2006);
- «Земля родная», — переводы с арабского Дагера Салеха Мухамеда (Одесса, «Астропринт», 2010);
- «Нетронутый Грааль, или Инкарнация», — стихи и переводы (Одесса, «Астропринт», 2010);
- «Поэт с семью сердцами», — переводы с испанского Федерико Гарсиа Лорки (Одесса, «Астропринт», 2011)[14][15].

## Признание
- Призёр Московского фестиваля гражданской поэзии «Часовые памяти», 2006.
- Лауреат международного пушкинского конкурса в Нью-Йорке.
- Призёр Международного Многоуровневого конкурса имени Де Ришельё, 2016[16] (перевод сонета «О розах и людской судьбе» из Педро Кальдерона де ла Барка и перевод «Песня о жужжащей Мухе» Гарсиа Лорки[17].
- Дипломант 14-го муниципального литературного конкурса имени Константина Паустовского (за книгу переводов Дагер Салеха «Родная земля»), 2013[18].
- Участник литературных вечеров в Доме ученых[19].